# Какучу-Ноу
Какучу-Ноу (рум. Cacuciu Nou) — село у повіті Біхор в Румунії. Входить до складу комуни Меджешть.
Село розташоване на відстані 402 км на північний захід від Бухареста, 42 км на схід від Ораді, 89 км на захід від Клуж-Напоки.

## Населення
За даними перепису населення 2002 року у селі проживали 359 осіб.
Національний склад населення села:
| Національність | Кількість осіб | Відсоток |
| -------------- | -------------- | -------- |
| румуни         | 208            | 57,9%    |
| угорці         | 146            | 40,7%    |

Рідною мовою назвали:
| Мова      | Кількість осіб | Відсоток |
| --------- | -------------- | -------- |
| румунська | 208            | 57,9%    |
| угорська  | 147            | 40,9%    |